# Soutelo de Aguiar
Soutelo de Aguiar es una freguesia portuguesa del concelho de Vila Pouca de Aguiar, con 29,36 km² de superficie y 1.215 habitantes (2001). Su densidad de población es de 41,4 hab/km².